# 珙縣北京寺
珙縣北京寺位於四川省宜賓市珙縣，文物遺址年代判定為清代。2007年6月1日公佈為四川省第七批文物保護單位。